# Inteligência em cães

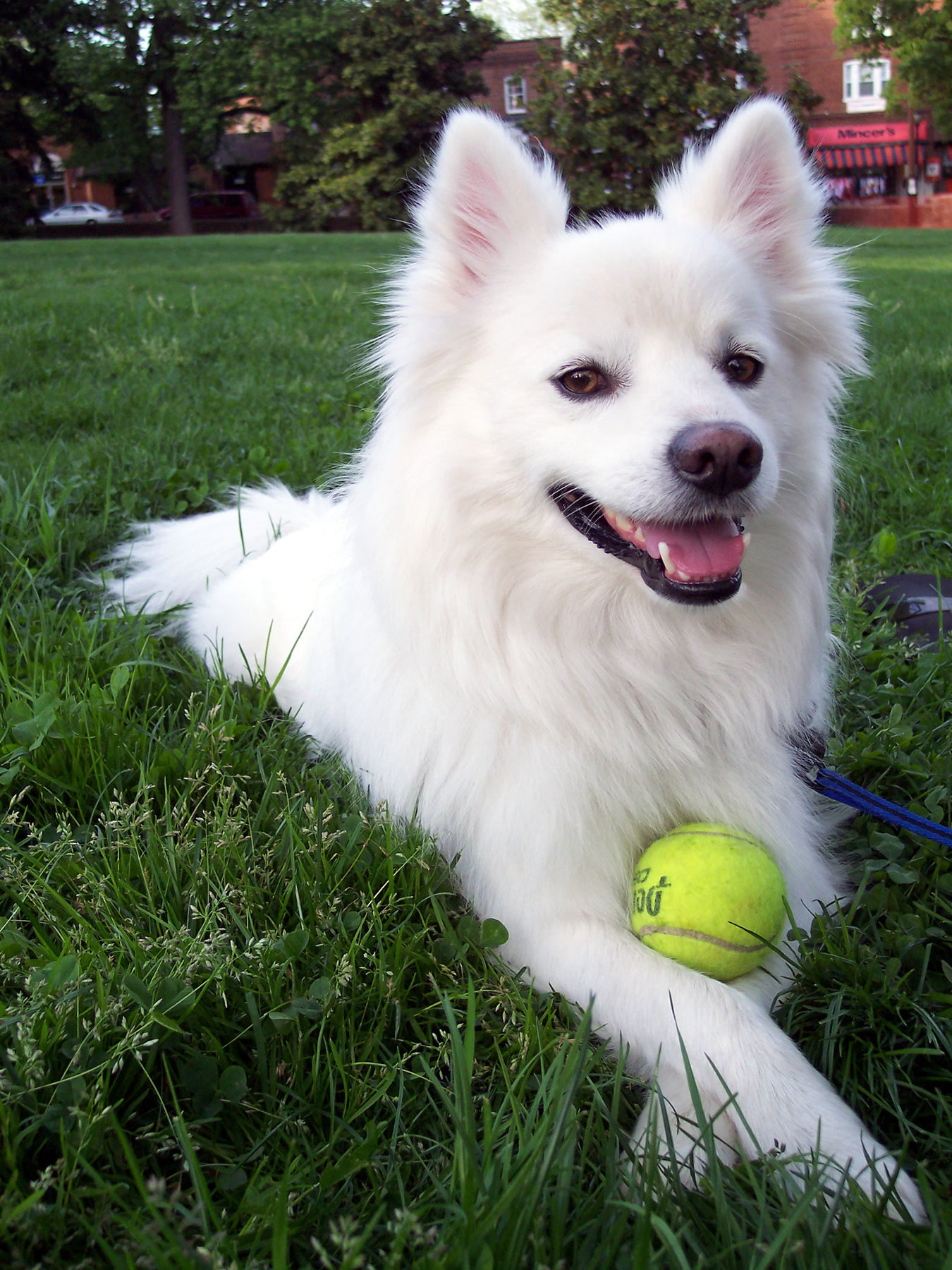
Os cães, assim como os gatos, costumam ser bem sucedidos em testes de deslocamento oculto, ou seja, são capazes de entender que um objeto, ao passar por trás de uma barreira, não desaparece, mas permanece escondido.

Os estudos da inteligência em cães têm demonstrado que tais animais são dotados de um aparato cognitivo capaz de lhes propiciar diversas ações que podem ser compreendidas como sinais de inteligência. Em pesquisas realizadas no Max Planck Institute, a cientista Juliane Kaminski encontrou num cão indícios do que talvez seja as bases do tipo de raciocínio que usamos para aprender a linguagem.